# 喷泉-方尖碑
40°50′48.87″N 14°15′55.38″E / 40.8469083°N 14.2653833°E
喷泉-方尖碑（Fontaines-obélisques）位于意大利南部城市那不勒斯的集市广场（Piazza del Mercato）。由弗朗切斯科·西库罗（Francesco Sicuro）建于18世纪。它具有双重功能：装饰性建筑，以及驼运货物的动物饮水槽。
两个喷泉，分别在东西两边，受到明显的埃及影响，拥有金字塔形的方尖顶，装饰着花环的厚底座，喷泉底部有四个狮身人面像。
2016年，对于严重退化的喷泉，进行了修复。